# Route nationale 538
Die N538 war ab 1933 eine französische Nationalstraße, die zwischen Vienne und Marseille verlief. Ihre Länge betrug 301 Kilometer. 1949 übernahm die N113 von ihr den Abschnitt zwischen Salon-de-Provence und Marseille. Die Länge sank auf 257 Kilometer. 1973 wurde sie bis auf den Abschnitt zwischen Sénas und Salon-de-Provence abgestuft. 2006 folgte dann auch dieser Abschnitt.

## N538a
Die N538A war von 1933 bis 1973 ein Seitenast der N538, der von dieser südlich von Chabeuil abzweigte und nach Valence führte. Ihre Länge betrug 17,5 Kilometer.